# Peugeot Typ 173
Der Peugeot Typ 173 ist ein Automodell des französischen Automobilherstellers Peugeot, von dem von 1922 bis 1925 im Werk Beaulieu 1002 Exemplare produziert wurden.
Die Fahrzeuge besaßen einen Vierzylinder-Viertaktmotor, der vorne angeordnet war und über Kardan die Hinterräder antrieb. Der Motor leistete aus 1525 cm³ Hubraum mit 68 mm Bohrung und 105 mm Hub 32 PS.

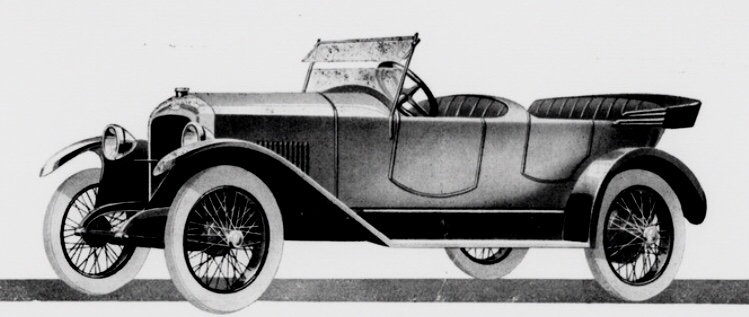
Peugeot 173 S

Es gab nur das Modell 173 S. Bei einem Radstand von 267 cm und einer Spurbreite von 120 cm betrug die Fahrzeuglänge 400 cm, die Fahrzeugbreite 146 cm und die Fahrzeughöhe 180 cm. Die Karosserieformen Torpedo und Torpedo Sport boten Platz für vier Personen.